# Александровский сельсовет (Липецкая область)
Александровский сельсове́т — сельское поселение в Краснинском районе Липецкой области.
Административный центр — посёлок Краснинский.

## История
В соответствии с законами Липецкой области № 114-оз от 02.07.2004 и № 126-оз от 23.09.2004 Александровский сельсовет наделён статусом сельского поселения, установлены границы муниципального образования.

## Население
| 2010  | 2012  | 2013  | 2014  | 2015  | 2016  | 2017  |
| ----- | ----- | ----- | ----- | ----- | ----- | ----- |
| 2924  | ↘2859 | ↘2821 | ↗2885 | ↘2856 | ↘2803 | ↘2749 |
| 2018  | 2021  |       |       |       |       |       |
| ↘2694 | ↗2993 |       |       |       |       |       |

## Состав сельского поселения
| №  | Населённый пункт   | Тип населённого пункта          | Население |
| -- | ------------------ | ------------------------------- | --------- |
| 1  | Александровка      | деревня                         | 203       |
| 2  | Бредихино          | село                            | 178       |
| 3  | Васильевка         | деревня                         | 10        |
| 4  | Выглядовка         | деревня                         | 20        |
| 5  | Дмитриевка         | деревня                         | 0         |
| 6  | Знаменка           | деревня                         | 106       |
| 7  | Казачье            | деревня                         | 0         |
| 8  | Клевцово           | деревня                         | ↘10       |
| 9  | Корытное Второе    | деревня                         | 0         |
| 10 | Красная Половина   | деревня                         | 0         |
| 11 | Краснинский        | посёлок, административный центр | 2161      |
| 12 | Лысовка            | деревня                         | 30        |
| 13 | Николаевка         | деревня                         | 118       |
| 14 | Рогово             | деревня                         | 53        |
| 15 | Скороварово Второе | деревня                         | 25        |
| 16 | Скороварово Первое | деревня                         | 10        |